# 1661년
1661년은 토요일로 시작하는 평년이다.

## 연호
- 남명(南明) 영력(永曆) 15년
- 청(淸) 순치(順治) 18년
- 일본(日本) 만지(万治) 4년 / 간분(寛文) 원년
- 후 레 왕조(後黎朝) 빈토(永壽) 4년
- 막 왕조(莫朝) 투언득(順德) 24년

## 기년
- 남명(南明) 소종 영력제(昭宗 永曆帝) 15년
- 류큐(琉球) 쇼시쓰왕(尚質王) 14년
- 청(淸) 세조 순치제(世祖 順治帝) 18년
- 조선(朝鮮) 현종(顯宗) 2년
- 후 레 왕조(後黎朝) 신종(神宗) 복위 13년

## 사건
- 1월 하순, 청나라의 순치제가 제위에서 물러나 이미 자신의 태감이 있는 오대산 청량사로 출가하고, 주지 옥림수(玉林秀)에게서 행치(行痴)라는 법명을 받았다.
- 2월 5일, 순치제가 회궁(回宮) 도중 천연두에 걸려 24세의 나이로 붕어하였다.
- 2월 7일, 청나라 조정, 순치제의 사망을 공식 발표하였다.
- 2월 17일, 청나라 효장태후,  순치제에게 세조(世祖)라는 묘호와 장황제(章皇帝)의 시호를 올리고 순치제의 시신을 효릉(孝陵)에 안장하였다.
- 6월 23일 - 잉글랜드의 찰스 2세와 포르투갈의 카타리나가 결혼하다.
- 루이14세 친정시작

## 탄생
- 10월 7일 - 조선의 제19대 국왕 숙종. (~1720년)
- 10월 25일 - 조선의 19대 국왕 숙종의 정비 인경왕후. (~1680년)
- 11월 1일 - 프랑스의 국왕 루이 드 프랑스. (~1711년)
- 11월 6일 - 스페인의 왕 카를로스 2세. (~1700년)

## 사망
- 2월 5일 - 청나라의 제3대 황제 순치제. (1638년~)
- 3월 9일 - 프랑스의 추기경, 정치인 쥘 마자랭. (1602년~)